# الاشراف (حزم العدين)

تعديل مصدري - تعديل

الاشراف محلة تابعة لقرية دفنة، التابعة لعزلة بني وائل بمديرية حزم العدين إحدى مديريات محافظة إب في الجمهورية اليمنية، بلغ تعداد سكانها 83 حسب تعداد اليمن لعام 2004.